# Partit Conservador del Canadà
El Partit Conservador del Canadà (Conservative Party of Canada en anglès, Parti conservateur du Canada en francès), col·loquialment conegut com "Els Tories", és un partit polític del Canadà format a partir de la unió de l'Aliança Canadenca i el Partit Conservador Progressista del Canadà en 2003.

## Història
El 2003 l'Aliança Canadenca i el Partit Conservador Progressista del Canadà van formar el Partit Conservador del Canadà, del qual Stephen Harper en va ser elegit com a primer líder no interí el març del 2004.
El 28 de novembre de 2005 votà a favor d'una moció de confiança amb el Bloc Québécois i Nou Partit Democràtic fent caure el govern liberal de Paul Martin.

### Governs de Stephen Harper
Des de les eleccions federals del Canadà de 2006, Stephen Harper encapçalà el govern del Canadà, sent derrotat en una moció de censura el 25 de març del 2011, després de ser considerat per menysteniment al Parlament i va aconsellar al governador general que convoqués eleccions anticipades, que va guanyar per majoria absoluta.

### A l'oposició
El partit fou encapçalat des del 2017 per Andrew Scheer. El 12 de desembre de 2019, després de setmanes de crítiques dins del partit per la campanya infructuosa que va dirigir per a les eleccions federals del Canadà de 2019, Scheer va dimitir com a líder del partit fins a l'elecció d'un de nou, sent succeït com a líder el 24 d'agost de 2020 per l'exministre del gabinet Erin O'Toole, però els mals resultats a les eleccions federals del Canadà de 2021 van provocar la seva destitució el 2 de febrer de 2022, i el 10 de setembre Pierre Poilievre es convertí en el nou líder del partit.

## Resultats electorals
| 2011 | Stephen Harper | 5.832.401 | 39,62% | 166 / 338 | 23 | Majoria  |
| 2015 | Stephen Harper | 5.613.633 | 31,91% | 99 / 338  | 60 | oposició |
| 2019 | Andrew Scheer  | 6.239.227 | 34,34% | 121 / 338 | 22 | oposició |
| 2021 | Erin O'Toole   | 5.747.401 | 33,7%  | 119 / 338 | 2  | oposició |